# Jun Jung-lin
Dans ce nom coréen, le nom de famille, Jun, précède le nom personnel.
Jun Jung-lin est un bobeur sud-coréen, né le 27 janvier 1989 à Pusan.

## Biographie
Après une 25e place en bob à deux et une 28e place aux Jeux olympiques de 2014, il remporte aux Jeux olympiques d'hiver de 2018 la médaille d'argent de bob à quatre avec Won Yun-jong, Kim Dong-hyun et Seo Young-woo.

## Palmarès

### Jeux Olympiques
- : médaillé d'argent en bob à 4 aux JO 2018.